# Cynwyd Cynwydion
Cynwyd Cynwydion (latino: Conuvitus; inglese: Conowit; 491 circa) regnò sul Cynwydion, il futuro regno di Calchfynedd.
Era il primogenito di Cunbelin figlio di Arthuis dell'Ebrauc. Non si sa quale porzione del regno del nonno gli fu affidata, forse quella attorno a Caer-Lerion (Leicester). Forse l'area non fu chiamata Cynwydion da lui. Il figlio Cadrod sembrerebbe aver regnato su un territorio più a sud, forse incentrato nell'area di St Albans. Si pensa che abbia sposato Peren, figlia di Greidal ab Arthrwys ap Garmon e non si sa quanti figli abbia avuto.

## Fonti
- Early British Kingdoms, su earlybritishkingdoms.com.